# Ocat četvorice lopova
Ocat četvorice lopova je ocat s začinskim i ljekovitim biljem, za kojeg je vezana legenda da je u Srednjem vijeku liječio od kuge. On se sastoji u osnovi od octa, u koji je namočena kadulja, timijan, lavanda i ružmarin, te dodatka bijelog luka (češnjak). Osim te osnovne mješavine, u ocat se mogu dodati i drugi začini ili ljekovite biljka, kao što su ruta, metvica ili pelin. Ocat četvorice lopova danas se prodaje u Provansi kao antiseptično sredstvo. 

## Legenda o octu četvorice lopova
Ocat četvorice lopova je nazvan prema događaju koji se zbio 1630., kada je u Toulouseu harala kuga. Za vrijeme te velike epidemije, kada je tisuće ljudi umiralo, živjela su četiri lopova, koji su ulazili u kuće zaraženih i pljačkali umiruće bolesnike i mrtvace. Premda su u pljačci bili izloženi zarazi, nisu se nikada razboljeli. No ipak, uhvaćeni su i osuđeni na smrt. Suci koji su ih osudili bili su dovoljno mudri da shvate kako mora postojati razlog zašto se ovi razbojnici nisu zarazili, i obećali su pomilovati ih ako im otkriju svoju tajnu. I naravno – tajna je bila u ljekovitom bilju. Razbojnici su prije pljačke premazivali svoje tijelo octom u kome je bila otopina kadulje, timijana, lavande, ružmarina, i drugih ljekovitih trava. I tako su lopovima ostale glave na ramenima, a pokoljenjima recepti. I kasnije, kad je nakon sto godina Marseille bio zaražen kugom, priča o razbojnicima ponovo je oživjela, samo se njihovoj recepturi dodao još i češnjak, od davnina poznat kao antiseptik. Tako je ocat četiriju lopova ostao na popisu ljekovitih sredstava sve do 19. stoljeća.